# Distolasterias robusta
Distolasterias robusta is een zeester uit de familie Asteriidae.
De wetenschappelijke naam van de soort werd in 1905 gepubliceerd door Hubert Ludwig.